# Ulica Podwale (Varsovie)
La rue Podwale (en polonais : Ulica Podwale) est une rue située dans l'arrondissement de Śródmieście (Centre-ville) à Varsovie.

## Histoire
Initialement baptisée Ulica Zawalna, la rue décrit en arc de cercle au pied des remparts et des douves entourant la Vieille ville de Varsovie. Au fur et à mesure que la ville s'agrandit, les bourgeois et des aristocrates les plus riches y font construire leurs maisons, cachant peu à peu les remparts. Au XVIIIe siècle, la rue comprend 5 palais, 11 immeubles, 19 maisons, 2 manoirs bourgeois, des écuries, des boucheries, l'hôpital de la ville et plusieurs banques. Avec le temps, cependant, le prestige de la rue diminue. En 1881, une ligne de Tramway hippomobile la traverse.
Au cours de l'insurrection de Varsovie, le soir du 13 août 1944, à la jonction des rues Podwale et Kiliński, l'explosion d'un engin blindé télécommandé (pl) de type Borgward IV, capturé par les insurgés, fait 300 morts sur la barricade de la rue Podwale. Le général Tadeusz Bór-Komorowski, qui se trouvait alors au palais Raczyński, fait partie des nombreux blessés.
Dans la période de reconstruction qui fait suite à la Seconde Guerre mondiale, une ceinture verte est créée au pied des remparts, à la place des bâtiments détruits, offrant à la rue sa perspective actuelle.

## Tracé
La rue longe les remparts de la vieille ville (pl) depuis la Plac Zamkowy jusqu'à Ulica Nowomiejska (Varsovie). Ulica Podwale rencontre et traverse les rues suivantes :
- Rue Senatorska sur la Plac Zamkowy
- Ulica Kapitulna
- Ulica Piekarska
- Rue étroite-du-Danube
- Ulica Jana Kilińskiego
- Rue Freta et Ulica Nowomiejska

## Édifices remarquables
- Remparts de la vieille ville (pl) (côté est)
- Monument de Katyn (Varsovie) (pl)
- Dépendances du Palais Branicki (n° 3 et 5)
- Chapelle orthodoxe de la Sainte Trinité (pl) (n° 5)
- Dépendance du palais Młodziejowski (pl) (n° 7)
- Monument Jan Kiliński (pl)
- Plaque commémorative à l'emplacement de la maison où vécut Maria Konopnicka, au coin d'Ulica Piekarska
- Monument commémoratif des martyres du camp d'Oświęcim II (pl)
- Dépendance du palais Raczyński (pl) (n° 23)
- Monument du petit insurgé
- Hôpital de Saint-Esprit (pl) (n° 29)
- Barbacane au coin de la rue Freta et d'Ulica Nowomiejska

## Sources
- (pl) Cet article est partiellement ou en totalité issu de l’article de Wikipédia en polonais intitulé « Ulica Podwale w Warszawie » (voir la liste des auteurs).